# Paul Essola
Paul Essola (Douala, 13 de dezembro de 1981) é um futebolista profissional camaronês que atua como meia.

## Carreira
Paul Essola representou o elenco da Seleção Camaronesa de Futebol no Campeonato Africano das Nações de 2008.